# Davis-Cup-Mannschaft der Vereinigten Staaten
Die Davis-Cup-Mannschaft der Vereinigten Staaten ist die Tennisnationalmannschaft der Vereinigten Staaten der Herren. Sie ist die erfolgreichste Mannschaft im Davis Cup und hat den Titel bislang 32-mal gewonnen.

## Geschichte
Die USA waren die ersten, denen es gelang, den Davis Cup zu gewinnen. Ein 3:0-Sieg über das britische Team brachte sie zu diesem Erfolg. Beim zweiten Wettbewerb 1902 schlugen sie Großbritannien erneut. Erst im Jahr darauf wurden sie von der Tennismannschaft von der Insel geschlagen. 1904 und 1907 erreichten sie das Endspiel nicht, 1905 und 1906 und von 1908 bis 1911 erreichten sie das Endspiel, doch wurden sie nicht Titelträger. Zwei Jahre später wurden sie zum dritten Mal Titelträger, und von 1920 bis 1926 wurden sie siebenmal hintereinander Davis Cup Sieger. Anschließend verlor man vier Endspiele hintereinander gegen Frankreich. 1932 unterlag das US-Team erneut gegen Frankreich. Bis zum Beginn des Zweiten Weltkrieges gab es drei Endspiele, von denen man zwei gewann. Ab 1947 gewannen sie viermal gegen Australien, anschließend verlor man viermal im Finale gegen sie. Im Laufe der Zeit machte Australien den USA den Titel des Öfteren streitig. 1963 und 1968 konnte man gegen sie gewinnen. Nachdem man bis 1972 den Titel fünfmal gewinnen konnte, ist die Weltspitze im Tennis näher zusammengerückt. Bis 1995 konnte man zwar noch einige Male den Titel holen, jedoch sollte es bis 2007 dauern, bis es ihnen wieder gelang, sich im Finale von Portland gegen Russland durchzusetzen.

## Finalteilnahmen
Die Ergebnisse der Finalteilnahmen werden aus US-amerikanischer Sicht angegeben.
| Jahr | Finalort      | Finalgegner      | Ergebnis |
| ---- | ------------- | ---------------- | -------- |
| 1900 | Boston        | Britische Inseln | 3:0      |
| 1902 | Brooklyn      | Britische Inseln | 3:2      |
| 1903 | London        | Britische Inseln | 1:4      |
| 1905 | London        | Britische Inseln | 0:5      |
| 1906 | London        | Britische Inseln | 0:5      |
| 1908 | Melbourne     | Australasien     | 2:3      |
| 1909 | Sydney        | Australasien     | 0:5      |
| 1911 | Christchurch  | Australasien     | 0:4      |
| 1913 | London        | Großbritannien   | 3:2      |
| 1914 | New York City | Australien       | 3:2      |
| 1920 | Auckland      | Australien       | 5:0      |
| 1921 | New York City | Japan            | 5:0      |
| 1922 | New York City | Australien       | 4:1      |
| 1923 | New York City | Australien       | 4:1      |
| 1924 | Philadelphia  | Australien       | 5:0      |
| 1925 | Philadelphia  | Frankreich       | 5:0      |
| 1926 | Philadelphia  | Frankreich       | 4:1      |
| 1927 | Philadelphia  | Frankreich       | 2:3      |
| 1928 | Paris         | Frankreich       | 1:4      |
| 1929 | Paris         | Frankreich       | 2:3      |
| 1930 | Paris         | Frankreich       | 1:4      |
| 1932 | Paris         | Frankreich       | 2:3      |
| 1934 | London        | Großbritannien   | 1:4      |
| 1935 | London        | Großbritannien   | 0:5      |
| 1937 | London        | Großbritannien   | 4:1      |
| 1938 | Philadelphia  | Australien       | 3:2      |
| 1939 | Haverford     | Australien       | 2:3      |
| 1946 | Melbourne     | Australien       | 5:0      |
| 1947 | New York City | Australien       | 4:1      |
| 1948 | New York City | Australien       | 5:0      |
| 1949 | New York City | Australien       | 4:1      |

| Jahr | Finalort         | Finalgegner    | Ergebnis |
| ---- | ---------------- | -------------- | -------- |
| 1950 | New York City    | Australien     | 1:4      |
| 1951 | Sydney           | Australien     | 2:3      |
| 1952 | Adelaide         | Australien     | 1:4      |
| 1953 | Melbourne        | Australien     | 2:3      |
| 1954 | Sydney           | Australien     | 3:2      |
| 1955 | New York City    | Australien     | 0:5      |
| 1956 | Adelaide         | Australien     | 0:5      |
| 1957 | Melbourne        | Australien     | 2:3      |
| 1958 | Brisbane         | Australien     | 3:2      |
| 1959 | New York City    | Australien     | 2:3      |
| 1963 | Adelaide         | Australien     | 3:2      |
| 1964 | Cleveland        | Australien     | 2:3      |
| 1968 | Adelaide         | Australien     | 4:1      |
| 1969 | Cleveland        | Rumänien       | 5:0      |
| 1970 | Cleveland        | BR Deutschland | 5:0      |
| 1971 | Charlotte        | Rumänien       | 3:2      |
| 1972 | Bukarest         | Rumänien       | 3:2      |
| 1973 | Cleveland        | Australien     | 0:5      |
| 1978 | Rancho Mirage    | Großbritannien | 5:0      |
| 1979 | San Francisco    | Italien        | 5:0      |
| 1981 | Cincinnati       | Argentinien    | 3:1      |
| 1982 | Grenoble         | Frankreich     | 4:1      |
| 1984 | Göteborg         | Schweden       | 1:4      |
| 1990 | Saint Petersburg | Australien     | 3:2      |
| 1991 | Lyon             | Frankreich     | 1:3      |
| 1992 | Fort Worth       | Schweiz        | 3:1      |
| 1995 | Moskau           | Russland       | 3:2      |
| 1997 | Göteborg         | Schweden       | 0:5      |
| 2004 | Sevilla          | Spanien        | 2:3      |
| 2007 | Portland         | Russland       | 4:1      |